# Leguminosenstroh
Als Leguminosenstroh werden die nach der Ernte verschiedener landwirtschaftlich angebauter Hülsenfrüchtler auf dem Feld verbleibenden Erntereste bezeichnet. Diese fallen als halmgutartige Biomasse an. Landwirtschaftlich relevant ist hierbei vor allem das Stroh der Ackerbohne, während Erbsen, Lupinen und Wicken in der Regel als Ganzpflanzen im Bereich der Futtermittel genutzt werden.

## Aufkommen und Bergung
Das Korn-Stroh-Verhältnis der Ackerbohne, die in Deutschland auf etwa 60.000 ha angebaut wird (Stand: 2021), beträgt etwa 1:2,0. Bei der Lupine liegt ein theoretisches Verhältnis von 1:1,7 und bei der Erbse von 1:1,4 vor. Entsprechend können bei einem mittleren Ertrag der Ackerbohne von etwa 4,1 t pro ha und Jahr theoretisch 8 t Ernterückstände in Form von Stroh auf dem Feld zurückbleiben. Es ist anzunehmen, dass die Bergequote wie bei anderen Strohgütern deutlich geringer ausfällt, entsprechende Erfahrungen liegen jedoch nicht vor.

## Nutzung
Ackerbohnenstroh besitzt zu seinem Erntezeitpunkt einen relativ hohen Wasseranteil, wodurch es für eine Nutzung auf dem Feld nachgetrocknet werden müsste. Eine Nutzung von Ackerbohnenstroh in relevantem Maßstab erfolgt aufgrund des Wassergehaltes sowie des hohen Aschegehalts von 8 % und anderer für die Verbrennung nachteiliger Eigenschaften nicht.